# MuckRock
MuckRock est une organisation à but non lucratif de type 501(c)(3) étasunienne qui aide toute personne à déposer des demandes d'informations gouvernementales en vertu de la Freedom of Information Act (loi sur la liberté d'information) et d'autres lois sur les archives publiques aux États-Unis, puis publie les informations renvoyées sur son site web et encourage le journalisme autour d'elles.

## Histoire
MuckRock a été fondé par Michael Morisy et Mitchell Kotler, diplômés de l'Université Cornell.
La version bêta du site a été mise en ligne en mai 2010 et faisait partie du programme d'incubation GlobeLab du quotidien américain The Boston Globe. MuckRock a obtenu le statut d'organisme à but non lucratif 501(c)(3) de l' agence gouvernementale Internal Revenue Service en juin 2016. Le 11 juin 2018, MuckRock a annoncé sa fusion avec 
la plateforme open-source de logiciel en tant que service DocumentCloud (en).
En 2016, MuckRockle a fusionné avec le projet FOIA Machine, un service qui aide à faire des demandes FOIA gratuitement. FOIA Machine était une organisation distincte hébergée par The Center for Investigative Reporting et financée par la Knight Foundation, l'Institut de journalisme Reynolds et une campagne de financement participatif. Les deux projets ont décidé de fusionner en raison de leurs objectifs communs et de leurs partenariats passés. MuckRock a accepté de continuer à fournir FOIA Machine gratuitement.

## Fonctionnement
Le dépôt de demandes d'informations par le biais de la loi sur la liberté d'information et d'autres lois sur les archives publiques aux États-Unis a été décrit comme étant déroutant et fastidieux, malgré l'intention de rendre le processus public et le service disponible à tous les citoyens américains. MuckRock automatise partiellement le processus avec une interface conçue pour faciliter le dépôt des demandes,,. De plus, MuckRock fait office d'intermédiaire pour le traitement des demandes, de sorte que lorsqu'un utilisateur fait une demande par l'intermédiaire de MuckRock, c'est le personnel de MuckRock qui fait lui-même la demande. Lorsque MuckRock fait la demande, il la note et l'horodate sur son site web comme preuve qu'elle a été faite. Lorsqu'une réponse est apportée à la demande, MuckRock la publie et l'horodate ouvertement afin que tout le monde puisse voir la réponse et le moment où elle a été faite.

## Types de demandes faite par MuckRock
En 2010, MuckRock a reçu une notification selon laquelle le gouvernement lui avait envoyé des informations secrètes sur le Supplemental Nutrition Assistance Program et que MuckRock devait cesser de les publier sous peine d'amendes et de peines de prison pour son personnel,. L'État a ensuite déclaré qu'il ne poursuivrait pas le personnel de MuckRock.
Le département de la police de Boston a suspendu un programme de reconnaissance automatique des plaques minéralogiques en raison de problèmes de confidentialité soulevés après une demande de MuckRock,.
MuckRock a adressé de nombreuses demandes à diverses agences fédérales et d'État des États-Unis concernant leur travail avec Booz Allen Hamilton. La réponse du Federal Bureau of Investigation a été une facture de 270 000 dollars pour répondre à la demande.
Une demande de MuckRock au département de la police de la ville de New York concernant son guide de réponse aux demandes de FOIA a été refusée car il s'agissait d'un document confidentiel.

## Procès intenté par MuckRock
En juin 2014, MuckRock a poursuivi la CIA en vertu de la loi sur la liberté d'information pour avoir « constamment ignoré les délais, refusé de travailler avec les demandeurs et rejeté de manière capricieuse même les demandes de routine pour ce qui devrait être clairement des informations publiques »,.
L'action en justice est en cours depuis 2020.

## Demande conjointe
L'Electronic Frontier Foundation a fait des demandes de documents publics avec MuckRock.